# Helena Pancerz
Helena Pancerz (ur. 1 marca 1914, nieznana data śmierci) – Polka, Sprawiedliwa wśród Narodów Świata.

## Życiorys
Helena przed wojną mieszkała w Lubczy w pobliżu Tarnowa, gdzie przyjaźniła się z sąsiadką Bronisławą Maszalajtys z domu Goldfinger. Przed okupacją rodziny obu kobiet znały się i utrzymywały bliskie kontakty. Helena bezinteresownie ukrywała, utrzymywała i żywiła Bronisławę, gdy ta straciła rodzinę i dom. W tym czasie Helena mieszkała z pierwszym mężem - Władysławem Kowalskim - oraz dziećmi Władysławą, Kazimierą i Stanisławem. W czasie obław we wsi ukrywająca się Bronisława uciekała do pobliskiego lasu i wracała do pomagającego jej gospodarstwa po zakończeniu akcji. Dzięki udzielonej przez Helenę pomocy Maszalajtys przeżyła wojnę. W kolejnych latach ukrywana została w Polsce i utrzymywała kontakt z Heleną.
1 stycznia 1996 r. Helena Pancerz została uhonorowana medalem Sprawiedliwej wśród Narodów Świata.